# قائمة مدن تشاد

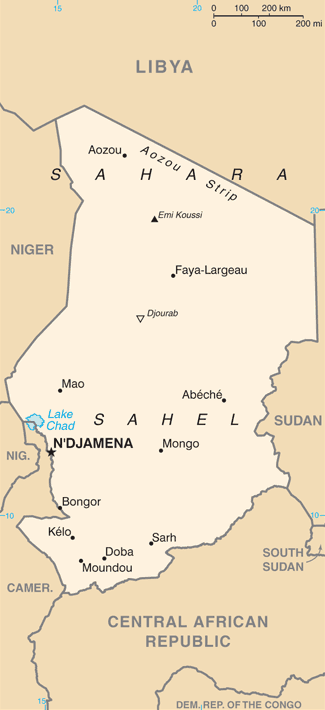
خريطة تشاد

هذه قائمة تضم المدن والبلدات في تشاد.

## قائمة أبجدية

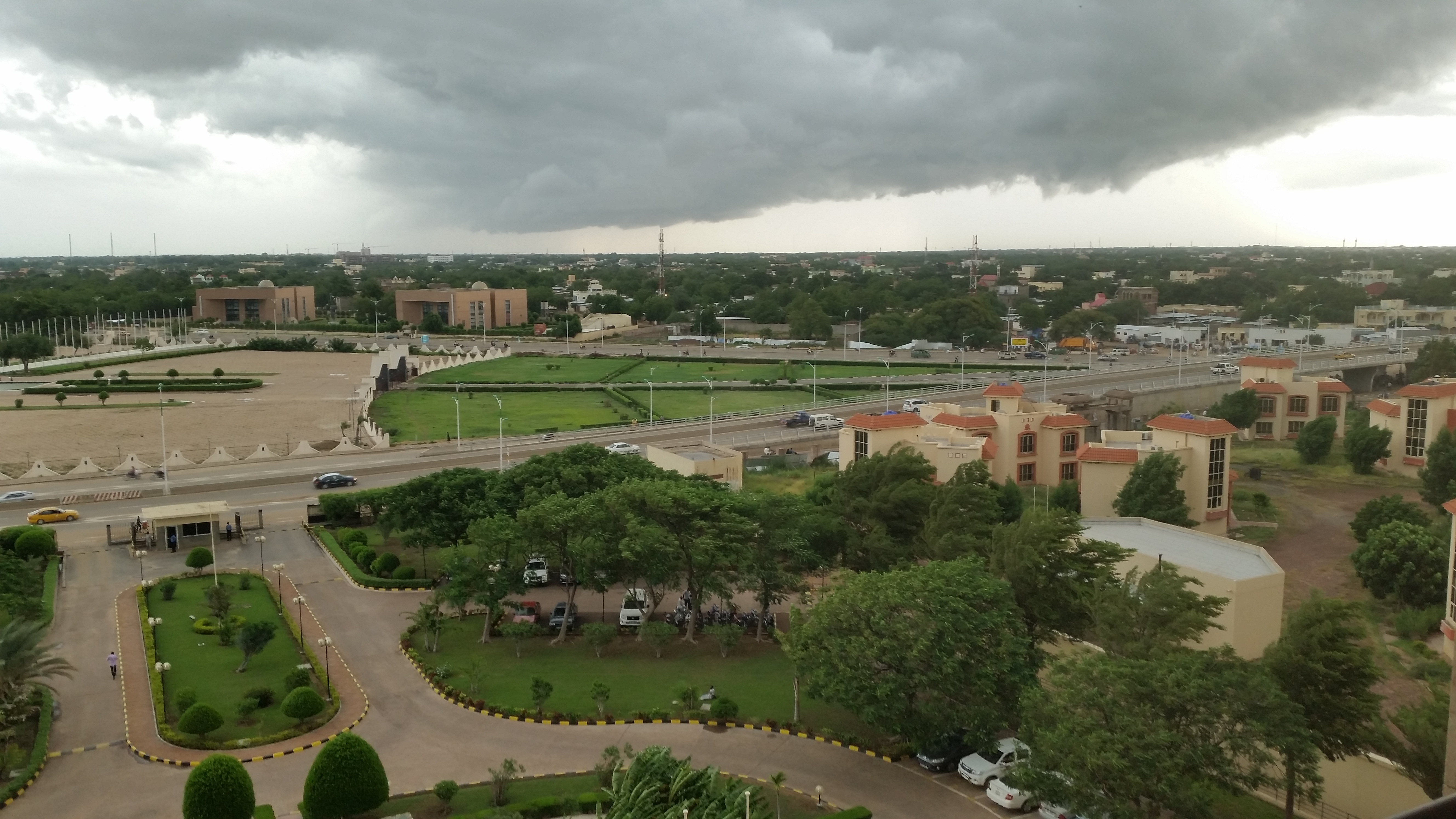
انجامينا، العاصمة وأكبر مدينة تشاد.

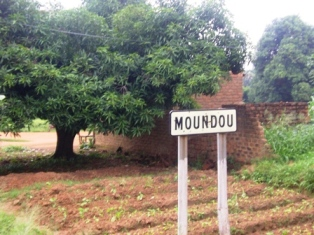
ماوندو

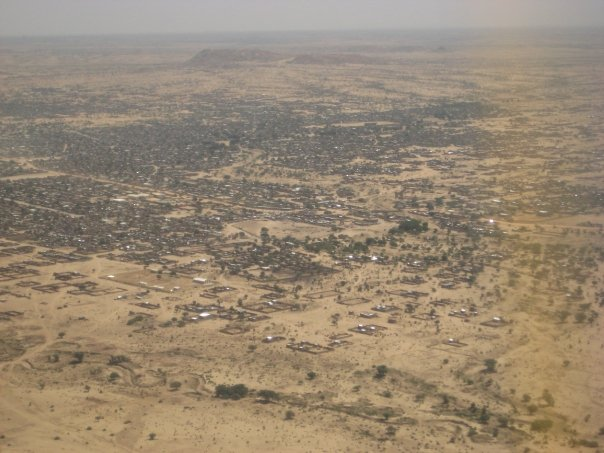
أبشي

- أبشي
- أدي
- أدري
- أم تيمان
- أوزو
- أتي
- بيبوكمم
- برداي
- بيبيدخيا
- بيبوتو
- بينامار
- بينوي
- بيري
- بلتن
- بتكين
- بوكورو
- بول
- بونقور
- بوسو
- دوبا
- دوربالي
- فادا
- فايا لارجو
- فيانكا
- غاوي
- غوندي
- غونو غايا
- قوز بيدا
- جليندينغ
- غيريدا
- كيلو
- كورو تورو
- قمرة
- كيابي
- لادي
- ليري
- لينيا
- ماو
- مساقط
- ماساكورى
- ماسينيا
- ملفي
- مويسالا
- ماوندو
- مونقو
- موسورو
- انجامينا
- نجمة
- وارا
- أم هاجر
- بالا
- سارة
- زوار

## أكبر المدن
1. انجامينا 704,200
2. موندو - 135,167
3. سارة - 100,100
4. أبشي - 72,500
5. كيلو - 41,500
6. قمرة - 35,400
7. بالا - 34,600
8. أم تيمان - 28,200
9. مونقو - 27,100
10. بونقور - 27,100